# Arthroleptis nlonakoensis
Arthroleptis nlonakoensis es una especie de anfibio anuro de la familia Arthroleptidae. Su cabeza es de color marrón oscuro a negro con una banda blanca entre los ojos, la parte superior de los brazos al igual que el lado exterior de las piernas son de color marrón con verde oliva, el interior de las piernas es blanco amarillento con beige y tiene manchas blancas en las patas delanteras.   

## Distribución geográfica
Esta especie es endémica de la Región del Litoral de Camerún. Habita a una altitud de 450 m en las laderas del suroeste del Monte Nlonako.

## Etimología
Su nombre de especie, compuesto de nlonako y el sufijo latín -ensis, significa "que vive, que habita", y le fue dado en referencia al lugar de su descubrimiento.

## Publicación original
- Plath, Herrmann & Böhme, 2006 : New frog species of the genus Phrynobatrachus (Anura: Phrynobatrachidae) from Mt. Nlonako, Cameroon. Journal of Herpetology, vol. 40, p. 486-495.[5]